# 梅德兰达
梅德兰达，是西班牙卡斯蒂利亚-拉曼恰瓜达拉哈拉省的一个市镇。总面积11平方公里，总人口115人（2001年），人口密度10人/平方公里。